# Słownik polszczyzny XVI wieku
Słownik polszczyzny XVI wieku – wielotomowy słownik języka średniopolskiego wydawany od 1966, do 1994 we Wrocławiu przez Zakład Narodowy im. Ossolińskich, od 1995 w Warszawie przez Instytut Badań Literackich Polskiej Akademii Nauk; do t. 34 redaktorem naczelnym słownika była Maria Renata Mayenowa.

## Historia
Prace nad słownikiem rozpoczęto w 1949 z inicjatywy Marii Renaty Mayenowej, są one nadal w toku – przewidywany termin ich zakończenia to rok 2025. Pierwszy tom ukazał się w 1966, ostatnim opublikowanym tomem jest tom XXXVI (hasła od ROZAT do ROZTYRKNOŚĆ), który ukazał się w 2012 r. Wydawcą słownika jest Instytut Badań Literackich PAN. Obecnie trwają również prace mające na celu zdigitalizowanie korpusu wszystkich utworów stanowiących materiał źródłowy słownika.
Zwięzłą charakterystykę słownika autorstwa aktualnej kierownik zespołu redakcyjnego dr Patrycji Potoniec zawiera internetowy przewodnik edukacyjny „Słowniki dawne i współczesne”.
Obecnie słownik dostępny jest na licencji Creative Commons Uznanie autorstwa-Użycie niekomercyjne-Bez utworów zależnych na podstawie umowy licencyjnej z 21.10.2007 r. — zawartej z inicjatywy Bożeny Bednarek-Michalskiej, ówczesnej koordynator Kujawsko-Pomorskiej Biblioteki Cyfrowej — z późniejszymi uzupełnieniami. Por. także wyrok Wojewódzkiego Sądu Administracyjnego w Warszawie z dnia 18.06. 2009 (sygnatura akt II SAB/Wa 14/09) i wyrok Sądu Okręgowego w Warszawie z dnia 9.11.2010 r. (sygnatura akt V Ca 2388/10).